# Emine Gjata
Emine Gjata (ur. 8 stycznia 1949 w Peqinie, zm. 27 maja 2016 w Tiranie) – albańska śpiewaczka operowa (sopran liryczny).

## Życiorys
W latach 1969–1973 studiowała na Wydziale Wokalnym Instytutu Sztuk w Tiranie, pod kierunkiem Niny Muli. Po ukończeniu studiów została solistką Teatru Opery i Baletu w Tiranie. Z tą sceną była związana przez 22 lata kariery scenicznej. Przeszła na emeryturę w 1995.
Poza repertuarem operowym występowała też na koncertach, śpiewając albańskie pieśni ludowe. Występowała razem z Zespołem Pieśni i Tańca, a także brała udział w konkursach pieśni lirycznej. W 1986 zdobyła drugą nagrodę na krajowym Konkursie Pieśni Lirycznej. Prowadziła zajęcia ze sztuki wokalnej dla studentów Uniwersytetu Sztuk w Tiranie.
W 2012 została uhonorowana Medalem Wdzięczności (alb. Medalja e mirënjohjes) przez prezydenta Bamira Topiego.

## Ważniejsze role
- 1982: Carmen jako Mercedes
- 1985: Cyganeria jako Mimi
- 1988: Rycerskość wieśniacza jako Santuzza
- 1991: Trovatore jako Ines
- 1994: Rigoletto jako hrabina Ceprano